# Melvin Shaw
Pour les articles homonymes, voir Shaw.
Melvin Shaw, ou Mel Shaw, est un scénariste américain ayant principalement travaillé pour les studios Disney. De son vrai nom Melvin Schwartzman, il est né le 19 décembre 1914, à Brooklyn et mort le 22 novembre 2012 à Reseda, Californie.

## Biographie
Melvin Schwartzman est né le 19 décembre 1914, à Brooklyn, second des quatre enfants d'un procureur et d'un chanteuse d'opéra. Il aime la sculpture et à 12 ans gagne un important prix dans le concours national organisé par Procter & Gamble. Sa famille déménage à Los Angeles à la fin des années 1920 et il s'inscrit au Otis Art Institute mais âgé de 14 ans, Melvin décide de devenir cowboy dans l'Utah. Quatre mois plus tard, il revient à Los Angeles et mentant sur son âge postule à un poste de dessinateur de génériques chez Pacific Title and Art Studio.
Peu après Hugh Harman et Rudy Ising, des anciens des Studios Disney, l'embauchent au sein du Harman-Ising Studio. Melvin travaille alors sur les scénarios et l’animation et en 1937 il participe à la production du court métrage Les Bébés de l'océan (1938), sous-traité par Disney à Harman et Ising en raison de la production de Blanche-Neige et les Sept Nains (décembre 1937) qui requérait de plus en plus d'animateurs.
Melvin part alors chez Disney et est assigné au développement du scénario de Bambi (1942). Mais il est rapidement appelé sous les drapeaux et rejoint l'Army Signal Corps comme photographe de combat en Asie du Sud-Est et participe à un documentaire sur la Campagne de Birmanie. De retour aux États-Unis, il s'associe avec Bob Allen, ancien animateur chez MGM et ensemble ils fondent Allen-Shaw Productions. Ils travaillent sur des illustrations pour le premier livre adapté de Bambi de Disney, concepts de jouets pour enfants et des pièces pour la société de céramique Metlox Pottery. À la fin des années 1940, Allen et Shaw travaillent sur une révision graphique de la série Howdy Doody sur NBC, qu'ils ont breveté en 1950.
En 1974, il retourne chez Disney pour aider à former une nouvelle génération d'animateur. Il participe à plusieurs longs métrages d'animation à partir des Aventures de Bernard et Bianca (1977). En 1985, il épouse Florence Louise Hurd, ancienne artiste peintre sur maquette qui a travaillé jusqu'en 1937 au Harman-Ising Studio et veuve depuis 1976 de John Lounsbery.
Il a été nommé Disney Legends en 2004.

## Filmographie
- 1933 : We're in the Money
- 1934 : Tale of the Vienna Woods
- 1934 : Toyland Broadcast
- 1936 : To Spring
- 1938 : Les Bébés de l'océan
- 1942 : Bambi, développement du scénario
- 1945 : Youth for the Kingdom, Jerry Maxwell
- 1977 : Les Aventures de Bernard et Bianca,
- 1981 : Rox et Rouky, assistant créatif
- 1985 : Taram et le Chaudron magique
- 1986 : Basil, détective privé
- 1991 : La Belle et la Bête, consultant pour le développement visuel
- 1994 : Le Roi lion, développement visuel et conception des personnages